# Mosin-Nagant
Das Mosin-Nagant (russisch винтовка Мосина) ist ein russisches bzw. sowjetisches Repetiergewehr. Es verschießt die speziell geschaffene Patrone 7,62 × 54 mm R.

## Geschichte und Versionen
Seit 1883 gab es im zaristischen Russland Überlegungen, welches Gewehr in der Kaiserlich Russischen Armee eingeführt werden sollte. 1890 standen zwei Modelle zur Auswahl: eines vom russischen Konstrukteur Sergei Mossin und ein Modell des Belgiers Léon Nagant. Nach Tests von 1891 entschied man sich für das Mossin-Gewehr, das nach dem Vorbild Nagants leicht modifiziert wurde. Zusammen mit dem Mosin-Nagant-Gewehr wurde die neue 7,62-mm-Randpatrone mit Rundkopfgeschoss eingeführt. Das Gewehr wurde auch unter der Bezeichnung „Dreiliniengewehr“ bekannt (russisch Трёхлинейная винтовка). Der Name bezieht sich auf die Kaliberangabe in der alten Einheit Linie, wobei drei Linien genau 7,62 mm entsprechen.
Ursprünglich gab es die Waffe in drei Versionen:
- Infanteriegewehr mit 800 mm Lauflänge und Bajonett
- Dragonergewehr mit 730 mm Lauflänge und Bajonett
- Kosakengewehr mit 730 mm Lauflänge ohne Bajonett

Der Nachteil der ersten beiden Versionen bestand darin, dass das Bajonett permanent angebracht sein musste, da die Waffen in dieser Konfiguration eingeschossen wurden. Ein Abnehmen des Bajonetts hatte eine Verschlechterung des Schussbildes zur Folge. Erst 1938 wurde dieses Problem beseitigt. Ab 1894 bekam der Lauf einen Handschutz, um Verbrennungen zu vermeiden. Ein Karabiner wurde im Jahr 1907 eingeführt; er unterschied sich durch die Gestaltung des Visiers von den längeren Versionen. Er wurde in niedrigen Stückzahlen gebaut und gilt mittlerweile als sehr selten. Eine weitere Modifikation fand 1908–1910 statt, als eine neue Patrone mit Spitzgeschoss eingeführt wurde, deren ballistische Eigenschaften deutlich besser waren; daher erhielt die Waffe ein neues Visier. 1938 wurde erneut eine Karabinerversion mit 1020 mm Gesamt- und 510 mm Lauflänge (M1938) eingeführt, die 1944 ein abklappbares Dreikantbajonett erhielt (M1944), wobei der Lauf auf 518 mm verlängert wurde.
Eine bekannte Version war die Scharfschützenausführung, die von der damaligen Standardvariante M1891/30 durch einen nach unten abgebogenen, verlängerten Kammerstängel und ein Zielfernrohr vom Typ PE bzw. PU zu unterscheiden war.
Während des Ersten Weltkrieges wurden die Gewehre teils in den USA von den Firmen Westinghouse und Remington Arms für die russische Armee gebaut; im Deutschen Reich wurden erbeutete Waffen für die 8×57-IS- und in Österreich-Ungarn für die 8×50-mm-Patrone umgebaut.
Die Rote Armee gab an Scharfschützen und Spezialeinheiten einen „Gerät Bramit“ (russisch Прибор Брамит Pribor Bramit; nach den Entwicklern Gebrüder Mitin (russisch Братья Митины Bratja Mitin)) genannten Schalldämpfer aus. Von der Wehrmacht erbeutete Bramit wurden als Schalldämpfer 254 (r) weiterverwendet.
Das Gewehr blieb bis nach dem Zweiten Weltkrieg Standardwaffe der sowjetischen Infanterie und wurde in verschiedenen Versionen (M 91/30 und M 44) auch von vielen Verbündeten der UdSSR gebaut und eingeführt.
In China wurde die Karabinerversion M1938 bzw. deren Variation M1944 als Typ 53 in Lizenz produziert.
Auch in der Tschechoslowakei (Scharfschützengewehr Modell 54), in Polen, Ungarn und Rumänien wurden nach dem Zweiten Weltkrieg Lizenzversionen insbesondere des Karabiners M1944 produziert.
Die zum Gewehr entwickelte Randpatrone 7,62 × 54 mm R ist die inzwischen dienstälteste Gewehrpatrone der Welt und wird auch noch in modernen Waffen wie dem Dragunow-Scharfschützengewehr oder Maschinengewehren, vor allem russischer und chinesischer Bauart, benutzt.
Das Repetiergewehr diente vereinzelt auch russischen Soldaten im Russisch-Ukrainischen Krieg (im Jahr 2022) als Bewaffnung.

## Technik

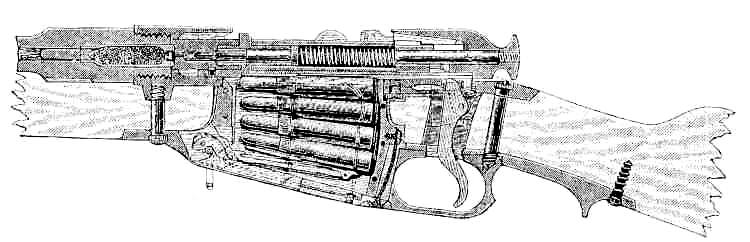
Zeichnung

Das Mosin-Nagant-Gewehr ist ein fünfschüssiger Repetierer mit Kammerverschluss. Zum Nachladen wird der im 90°-Winkel nach rechts stehende Kammerstängel nach oben (so dass er senkrecht steht) bewegt und der Verschluss am Kammerstängel nach hinten gezogen. Dabei wird die verschossene Patronenhülse ausgeworfen und der Schlagbolzen gespannt. Bei der anschließenden Vorwärtsbewegung wird eine neue Patrone aus dem Magazin in das Patronenlager eingeführt. Durch Rechtsdrehen des Kammerstängels wird die Waffe verriegelt. Dabei greifen zwei Verriegelungswarzen in Aussparungen im Systemkasten, als dritte Verriegelung dient der Kammerstängel selbst, der ebenfalls in eine Aussparung des Systemkastens einrastet. Die Waffe wird gesichert, indem der offenliegende runde Knopf des Schlagbolzens, der hinten aus dem Verschluss ragt, zurückgezogen und nach links gedreht wird. Das eingebaute Magazin wird mit Hilfe eines Ladestreifens oder Patrone für Patrone gefüllt.